# Bibio hainanus
Bibio hainanus är en tvåvingeart som beskrevs av Yang och Chen 2002. Bibio hainanus ingår i släktet Bibio och familjen hårmyggor. Inga underarter finns listade i Catalogue of Life.